# Juan Manuel Sanabria
Juan Manuel Sanabria Magole (Florida, Uruguay; 29 de marzo de 2000) es un futbolista uruguayo que juega como mediocampista en el Atlético de San Luis, de la Primera División de México.

## Carrera
Jugador formado en las inferiores del Club Nacional de Football, es fichado por el Club Atlético de Madrid de Diego Simeone en verano de 2018, para su equipo juvenil. Un año después, pasaría a formar parte del Club Atlético de Madrid "B", y finalmente debutaría con el primer equipo en Copa del Rey el 16 de diciembre de 2020 contra el Club Esportiu Cardassar en la primera ronda de la Copa del Rey de fútbol 2020-21.
El 16 de julio de 2021 se hace oficial su fichaje como préstamo al atlético de San Luis.

## Selección nacional
Ha sido internacional con las inferiores de la Selección de fútbol de Uruguay desde la sub-17, pasando por la sub-20 -disputando con cada una de ellas más de una veintena de encuentros- hasta la Selección de fútbol sub-23 de Uruguay de Gustavo Ferreyra, con la que actualmente compite y de la que es titular habitual.

## Estadísticas

### Clubes
Actualizado hasta su último partido disputado el 6 de agosto de 2025.
| Club                            | Div.          | Temporada     | Liga  | Liga  | Liga   | Copas nacionales | Copas nacionales | Copas nacionales | Torneos internacionales | Torneos internacionales | Torneos internacionales | Total | Total | Total  |
| Club                            | Div.          | Temporada     | Part. | Goles | Asist. | Part.            | Goles            | Asist.           | Part.                   | Goles                   | Asist.                  | Part. | Goles | Asist. |
| ------------------------------- | ------------- | ------------- | ----- | ----- | ------ | ---------------- | ---------------- | ---------------- | ----------------------- | ----------------------- | ----------------------- | ----- | ----- | ------ |
| Atlético de Madrid "B" · España | 1.ª F         | 2019-20       | 23    | 3     | 1      | —                | —                | —                | —                       | —                       | —                       | 23    | 3     | 1      |
| Atlético de Madrid "B" · España | 1.ª F         | 2020-21       | 9     | 0     | 1      | —                | —                | —                | —                       | —                       | —                       | 9     | 0     | 1      |
| Atlético de Madrid "B" · España | Total club    | Total club    | 32    | 3     | 2      | 0                | 0                | 0                | 0                       | 0                       | 0                       | 32    | 3     | 2      |
| Atlético de Madrid · España     | 1.ª           | 2020-21       | —     | —     | —      | 1                | 0                | 0                | —                       | —                       | —                       | 1     | 0     | 0      |
| Atlético de Madrid · España     | Total club    | Total club    | 0     | 0     | 0      | 1                | 0                | 0                | 0                       | 0                       | 0                       | 1     | 0     | 0      |
| Real Zaragoza · España          | 2.ª           | 2020-21       | 13    | 1     | 0      | —                | —                | —                | —                       | —                       | —                       | 13    | 1     | 0      |
| Real Zaragoza · España          | Total club    | Total club    | 13    | 1     | 0      | 0                | 0                | 0                | 0                       | 0                       | 0                       | 13    | 1     | 0      |
| Atlético de San Luis · México   | 1.ª           | 2021-22       | 34    | 2     | 5      | —                | —                | —                | —                       | —                       | —                       | 34    | 2     | 5      |
| Atlético de San Luis · México   | 1.ª           | 2022-23       | 35    | 1     | 4      | —                | —                | —                | —                       | —                       | —                       | 35    | 1     | 4      |
| Atlético de San Luis · México   | 1.ª           | 2023-24       | 38    | 1     | 9      | —                | —                | —                | 2                       | 0                       | 0                       | 40    | 1     | 9      |
| Atlético de San Luis · México   | 1.ª           | 2024-25       | 37    | 2     | 6      | —                | —                | —                | 2                       | 0                       | 0                       | 39    | 2     | 6      |
| Atlético de San Luis · México   | 1.ª           | 2025-26       | 3     | 0     | 0      | —                | —                | —                | 3                       | 0                       | 0                       | 6     | 0     | 0      |
| Atlético de San Luis · México   | Total club    | Total club    | 147   | 6     | 24     | 0                | 0                | 0                | 7                       | 0                       | 0                       | 154   | 6     | 24     |
| Total carrera                   | Total carrera | Total carrera | 192   | 10    | 26     | 1                | 0                | 0                | 7                       | 0                       | 0                       | 200   | 10    | 26     |
| 1. 2.                           |               |               |       |       |        |                  |                  |                  |                         |                         |                         |       |       |        |